# کمیسیون خدمات عمومی پاکستان
کمیسیون خدمات عمومی فدرال (FPSC) یک نهاد فدرال در پاکستان است که مسئولیت خدمات شهری و بروکراسی در حکومت پاکستان را بر عهده دارد.

## تاریخچه
این کمیسیون نخستین بار توسط دولت استعماری بریتانیا در ۱۹۲۶ تأسیس شد. پس از استقلال پاکستان در ۱۹۴۷ کمیسیون بر مأموریت خود ابقا شد.